# Segarcea
Segarcea és una petita ciutat del comtat de Dolj, Oltènia (Romania). Té 7.019 habitants (cens del 2011), en una superfície de 120.08 km².
La ciutat es troba cap a l'extrem occidental de la plana valaquiana, al voltant de 30 km al nord del Danubi i 25 km al sud de Craiova, la seu del comtat.
La ciutat és famosa pels seus vins blancs. La vinya de Segarcea pertany a la propietat de la corona romanesa; ha guanyat fama pels vins produïts i exportats a molts països del món amb el nom comercial "Domini de la Corona Romanesa".

## Referències

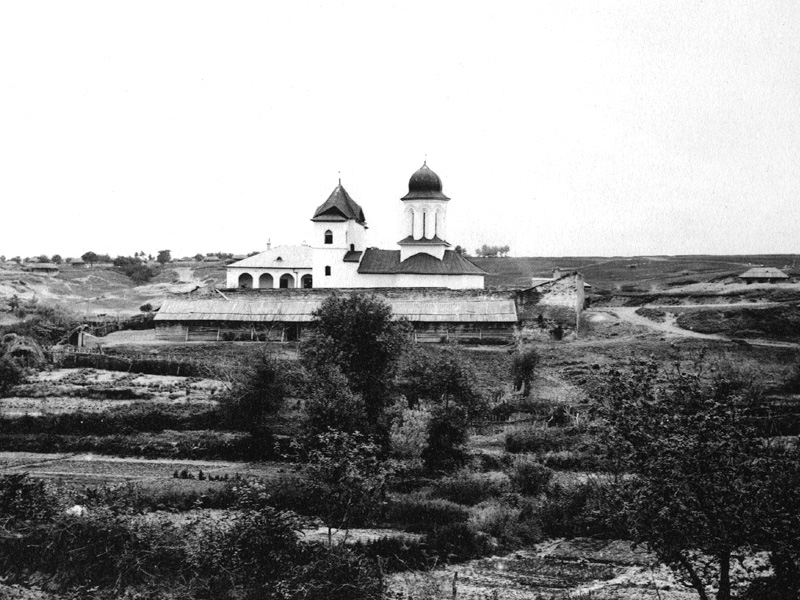
Monestir de Segarcea, a principis del segle XX

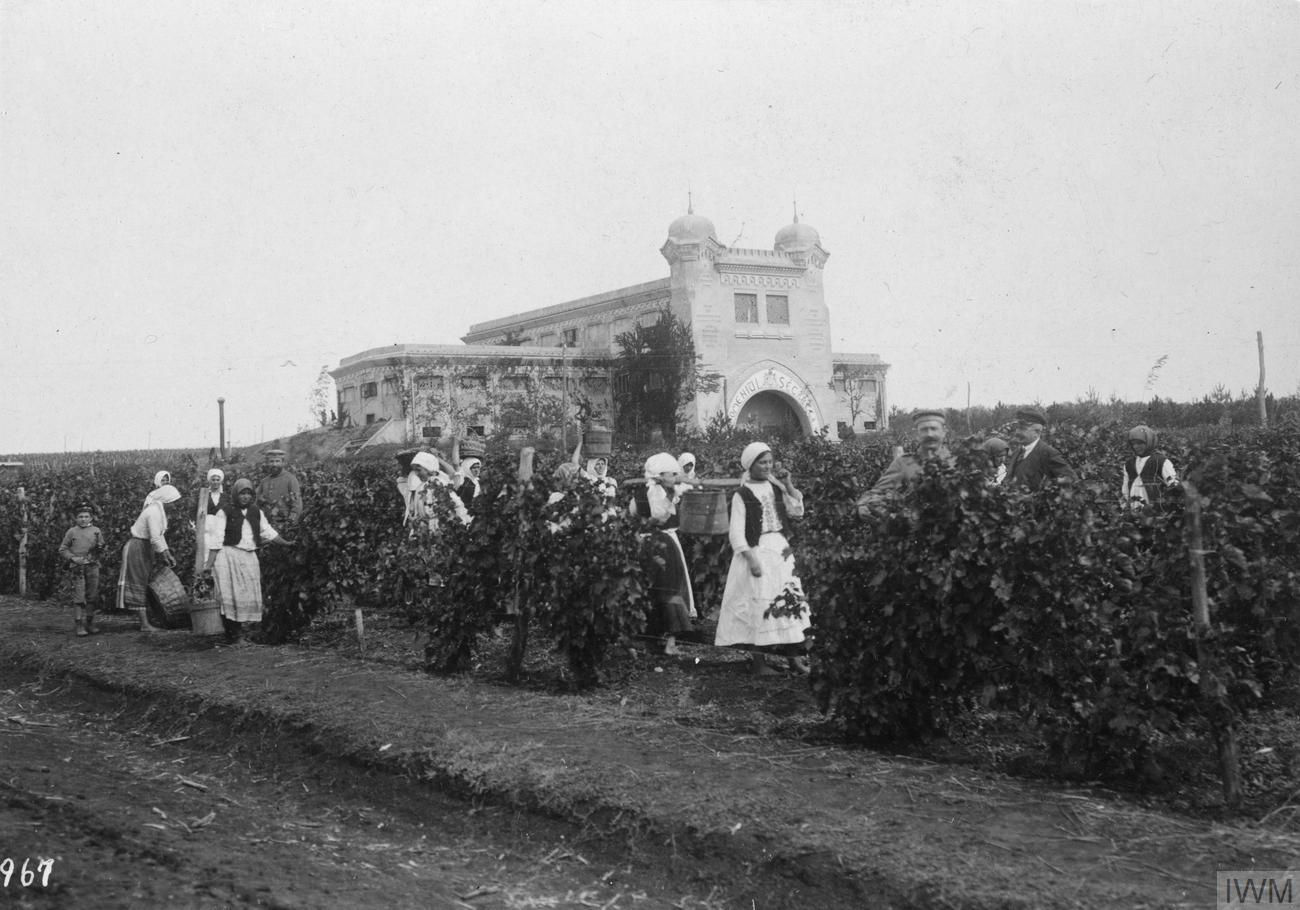
Verema a prop de Segarcea durant la Primera Guerra Mundial

## Fills il·lustres
- Ștefan Grigorie
- Vintilă Horia